# U-99 (1940)
U-99 — средняя немецкая подводная лодка типа VIIB времён Второй мировой войны.

## История
Заказ на постройку субмарины был отдан 15 декабря 1937 года. Лодка была заложена 31 марта 1939 года на верфи «Германиаверфт» в Киле под строительным номером 593, спущена на воду 12 марта 1940 года. Лодка вошла в строй 18 апреля 1940 года под командованием капитан-лейтенанта Отто Кречмера (кавалер Рыцарского железного креста с дубовыми листьями и мечами), который являлся бессменным командиром U-99 на протяжении всей её и своей карьеры и стал самым результативным подводником Второй мировой войны.

### Флотилии
- 18 апреля 1940 года — 30 июня 1940 года — 7-я флотилия (учебная)
- 1 июля 1940 года — 17 марта 1941 года — 7-я флотилия

### История службы

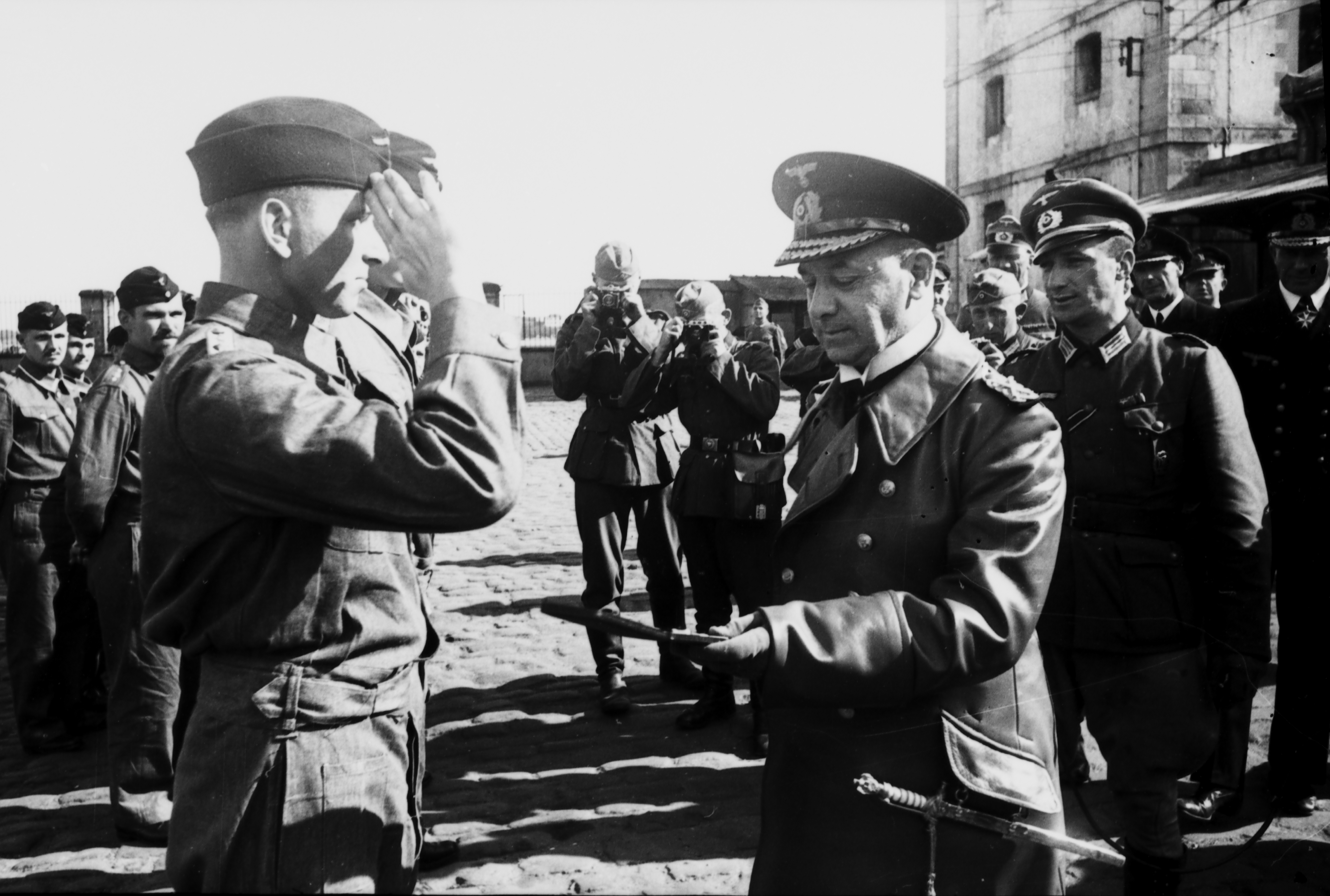
Гросс-адмирал Редер награждает капитана лодки Отто Кречмера

Лодка совершила 8 боевых походов. Потопила 35 судов суммарным водоизмещением 198 218 брт, 3 вспомогательных военных корабля суммарным водоизмещением 46 440 брт, захватила одно судно водоизмещением 2 136 брт, повредила 5 судов суммарным водоизмещением 37 965 брт. 12 июля 1940 года досмотренный эстонский пароход Merisaar получил с U-99 приказ следовать в Бордо, уже находившийся к тому времени под контролем Германии. Капитан последовал приказу, однако через три дня судно было потоплено к югу от Квинстауна бомбами с германского самолёта.
U-99 была затоплена 17 марта 1941 года к юго-востоку от Исландии, в районе с примерными координатами 61° с. ш. 12° з. д. после атаки британского эсминца HMS Walker. 3 человека погибли, 40 членов экипажа, в том числе и капитан, спаслись.

### Волчьи стаи
U-99 входила в состав следующих «волчьих стай»:
- безымянная 20 сентября — 22 сентября 1940
- безымянная 17 октября — 19 октября 1940

### Атаки на лодку
- 21 июня 1940 года U-99 зашла в гавань Бергена чтобы передать на берег больного моряка. При пересечении маршрута следования немецкого линкора Шарнхорст его разведывательный самолёт принял U-99 за британскую субмарину и атаковал её. Для исправления полученных повреждений лодка была вынуждена вернуться в Германию.
- 23 июня 1940 года повреждённая U-99, возвращавшаяся из Бергена в Вильгельмсхафен дважды подвергалась атаке бомбами с самолётов. Результатом атаки стали незначительные повреждения.
- 29 июня 1940 года выходящая из гавани лодка по ошибке подверглась атаке германского самолёта, сбросившего три бомбы. При экстренном погружении U-99 ударилась о дно. Пока лодка лежала на дне экипажу удалось устранить полученные повреждения и U-99 продолжила патрулирование.
- 7 июля 1940 года U-99 выпустила торпеду по вооружённому транспорту Manistee, а после промаха всплыла и попыталась остановить его артиллерийским огнём. Судно ответило выстрелами из своего орудия. Повреждений ни один корабль не получил, но U-99 прекратила атаку, когда вражеские снаряды стали рваться в пределах 200 метров от лодки.
- 8 июля 1940 года после успешной атаки на конвой HX-53 лодка была атакована эскортными кораблями. Атака продолжалась 14 часов, было сброшено 107 глубинных бомб, лодка ушла неповреждённой.
- 31 июля 1940 года после успешной атаки на конвой OB-191 лодка была атакована эскортными кораблями, сбросившими 20 глубинных бомб, лодка ушла неповреждённой. Вечером того же дня она вновь всплыла и попыталась атаковать конвой, но гидросамолёт-бомбардировщик дважды вынуждал её погружаться. Повреждений лодка не получила.
- 27 сентября 1940 года во время ночного авианалёта на Лорьян две бомбы упали рядом с U-99. Осколками была немного повреждена палуба.
- 3 ноября 1940 года U-99 атаковала британские вспомогательные крейсеры HMS Laurentic и HMS Patroclus. Оба они были потоплены в течение семи часов. U-99 при этом выпустила 10 торпед и сделала 4 выстрела из палубного орудия, сама повреждений не получила.

## Потопленные суда
| Дата             | Название          | Флаг           | Водоизмещение | Результат |
| ---------------- | ----------------- | -------------- | ------------- | --------- |
| 5 июля 1940      | Magog             | Канада         | 2,053         | Потоплен  |
| 7 июля 1940      | Sea Glory         | Великобритания | 1,964         | Потоплен  |
| 7 июля 1940      | Bissen            | Швеция         | 1,514         | Потоплен  |
| 8 июля 1940      | Humber Arm        | Великобритания | 5,758         | Потоплен  |
| 12 июля 1940     | Ia                | Греция         | 4,860         | Потоплен  |
| 12 июля 1940     | Merisaar          | Эстония        | 2,136         | Захвачен  |
| 18 июля 1940     | Woodbury          | Великобритания | 4,434         | Потоплен  |
| 28 июля 1940     | Auckland Star     | Великобритания | 13,212        | Потоплен  |
| 29 июля 1940     | Clan Menzies      | Великобритания | 7,336         | Потоплен  |
| 31 июля 1940     | Jamaica Progress  | Великобритания | 5,475         | Потоплен  |
| 31 июля 1940     | Jersey City       | Великобритания | 6,322         | Потоплен  |
| 2 августа 1940   | Strinda           | Норвегия       | 10,973        | Повреждён |
| 2 августа 1940   | Lucerna           | Великобритания | 6,556         | Повреждён |
| 2 августа 1940   | Alexia            | Великобритания | 8,016         | Повреждён |
| 11 сентября 1940 | Albionic          | Великобритания | 2,468         | Потоплен  |
| 15 сентября 1940 | Kenordoc          | Канада         | 1,780         | Потоплен  |
| 16 сентября 1940 | Lotos             | Норвегия       | 1,327         | Потоплен  |
| 17 сентября 1940 | SS Crown Arun     | Великобритания | 2,372         | Потоплен  |
| 21 сентября 1940 | Invershannon      | Великобритания | 9,154         | Потоплен  |
| 21 сентября 1940 | Baron Blythswood  | Великобритания | 3,668         | Потоплен  |
| 21 сентября 1940 | Elmbank           | Великобритания | 5,156         | Потоплен  |
| 18 октября 1940  | SS Empire Miniver | Великобритания | 6,055         | Потоплен  |
| 18 октября 1940  | Niritos           | Греция         | 3,854         | Потоплен  |
| 18 октября 1940  | SS Fiscus         | Великобритания | 4,815         | Потоплен  |
| 19 октября 1940  | SS Empire Brigade | Великобритания | 5,154         | Потоплен  |
| 19 октября 1940  | Thalia            | Греция         | 5,875         | Потоплен  |
| 19 октября 1940  | SS Snefjeld       | Норвегия       | 1,643         | Потоплен  |
| 19 октября 1940  | SS Clintonia      | Великобритания | 3,106         | Повреждён |
| 3 ноября 1940    | Casanare          | Великобритания | 5,376         | Потоплен  |
| 3 ноября 1940    | HMS Laurentic     | Великобритания | 18,724        | Потоплен  |
| 4 ноября 1940    | HMS Patroclus     | Великобритания | 11,314        | Потоплен  |
| 5 ноября 1940    | Scottish Maiden   | Великобритания | 6,993         | Потоплен  |
| 2 декабря 1940   | HMS Forfar (F30)  | Великобритания | 16,402        | Потоплен  |
| 2 декабря 1940   | Samnanger         | Норвегия       | 4,276         | Потоплен  |
| 3 декабря 1940   | Conch             | Великобритания | 8,376         | Потоплен  |
| 7 декабря 1940   | Farmsum           | Нидерланды     | 5,237         | Потоплен  |
| 7 марта 1941     | Terje Viken       | Великобритания | 20,638        | Потоплен  |
| 7 марта 1941     | Athelbeach        | Великобритания | 6,568         | Потоплен  |
| 16 марта 1941    | Beduin            | Норвегия       | 8,136         | Потоплен  |
| 16 марта 1941    | Franche-Comté     | Великобритания | 9,314         | Повреждён |
| 16 марта 1941    | J. B. White       | Канада         | 7,375         | Потоплен  |
| 16 марта 1941    | Korshamn          | Швеция         | 6,673         | Потоплен  |
| 16 марта 1941    | Venetia           | Великобритания | 5,728         | Потоплен  |
| 16 марта 1941    | Ferm              | Норвегия       | 6,593         | Потоплен  |

### Сноски
1. ↑  Для транспортных судов тоннаж указан в брт. Для военных кораблей — в тоннах водоизмещения.